# Paul Otlet
Paul Marie Ghislain Otlet (Brussel·les, 23 d'agost de 1868 — 10 de desembre de 1944) fou, juntament amb Henri La Fontaine, el creador de la Classificació Decimal Universal o CDU. És considerat el pare de la ciència de la informació, que ell anomenava “documentació”.

## Joventut, estudis i carrera
Paul Otlet va ser el fill petit en el si de la família que formaven els seus germans i els seus pares, Édouard i Maria Otlet (el nom de soltera de la qual era Van Mons). Maria va morir el 1871 amb només 24 anys, i va ser el pare de Paul qui es va encarregar de la seva educació fins que va complir onze anys, quan va ingressar en una escola jesuïta de París; la família s'havia mudat a París com a conseqüència dels afers de negocis del pare de Paul.
Paul Otlet va cursar els estudis universitaris a Lovaina, París i Brussel·les, fins que finalment es graduà com a advocat el 1890.

## El Mundaneum

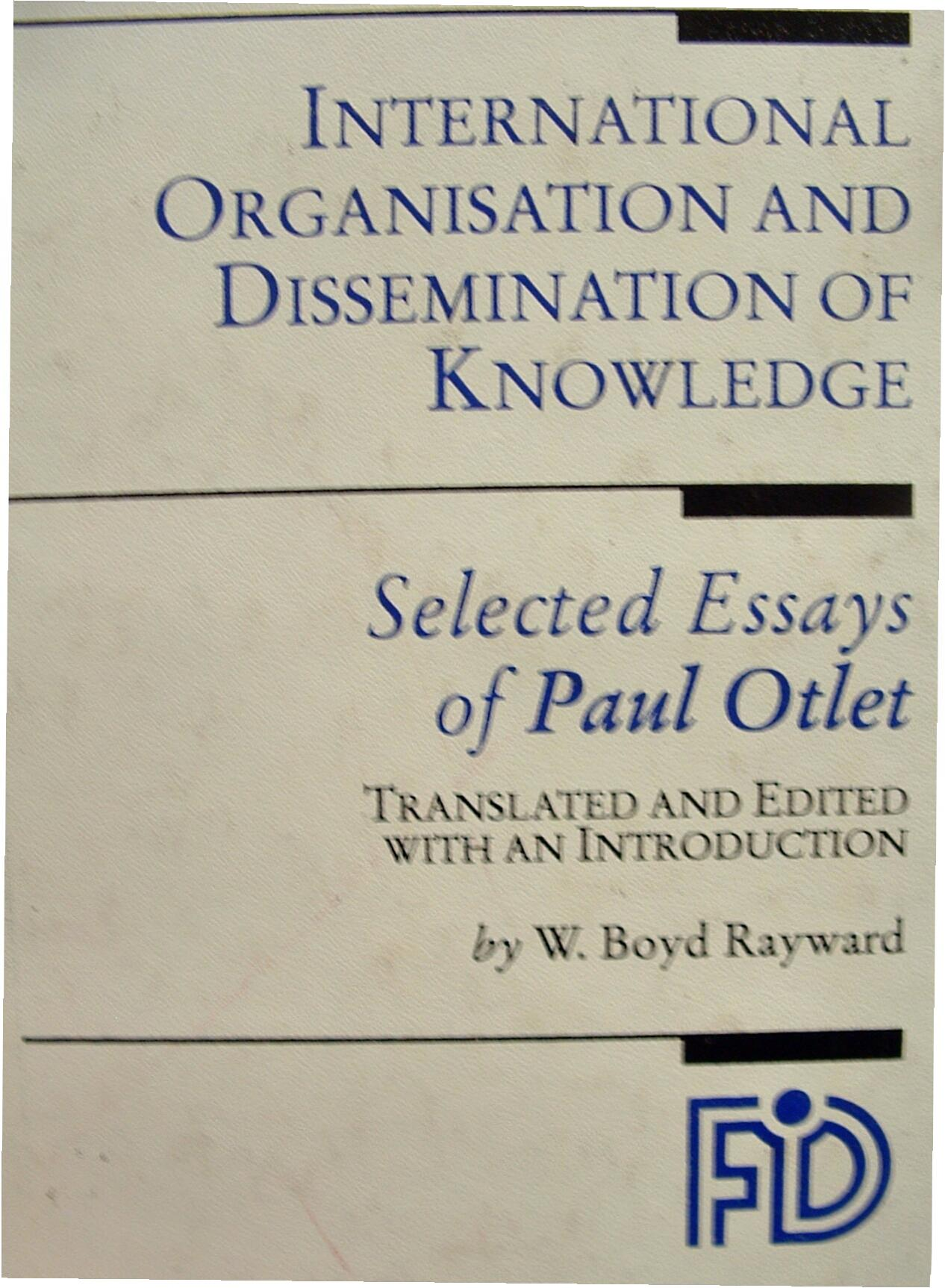
Portada de les Obres seleccionades de Paul Otlet.

El 1910, Paul Otlet i Henri La Fontaine van idear el “Palau Mundial”, un projecte ambiciós en què els dos advocats belgues van intentar classificar tot el coneixement existent al món mitjançant la Classificació Decimal Universal. Així, el 1919, després de l'acabament de la Primera Guerra Mundial, el govern belga els va cedir l'espai per la construcció del seu projecte. El 1924 Otlet va rebatejar l'edifici amb el nom pel qual és més conegut, Mundaneum.
La ubicació inicial del Mundaneum era al Palais du Cinquantenaire de Brussel·les; el 1930, però, va ser remodelat i traslladat a Mons, Valònia. Otlet tenia la certesa que algun dia la informació seria accessible a tothom que la necessités; el Mundaneum va ser l'encarnació d'aquest ideal.
Amb la documentació i la informació que Otlet i La Fontaine anaven afegint al seu repositori (anomenat Universal Bibliographic Repertory), el 1924 van arribar a emmagatzemar 13 milions de fitxes indexades; el 1934, la xifra havia augmentat fins als 15 milions. Aquest enorme nombre de fitxes estava indexat d'acord amb la Classificació Decimal Universal, i s'hi trobaven articles de diaris, imatges, cartes, reportatges, etc. separats en diferents habitacions.
El 1934, el govern belga decideix clausurar el Mundaneum, malgrat les protestes d'Otlet. El 1940 Bèlgica és envaïda per Alemanya i els oficials alemanys obliguen a Otlet a cedir al Tercer Reich la documentació del Mundaneum i a traslladar el mateix local a un altre lloc. Molta de la documentació acumulada per Otlet i La Fontaine va ser destruïda en la tramesa d'aquesta als oficials del Tercer Reich pels mateixos oficials. Els creadors del Mundaneum van traslladar-lo al Leopold Park i van reconstruir-lo tan bé com van poder.
El Mundaneum va ser traslladat de nou a Mons el 1972. Actualment acull els arxius d'Otlet i un petit museu en honor seu.